# Sionne (Valais)
Pour les articles homonymes, voir Sionne.
La Sionne est une rivière suisse, affluent du Rhône.

## Parcours
De type torrentiel à régime nival, cette rivière est un affluent de la rive droite du Rhône. Sa source se situe dans la région du Chamossaire à l'altitude de 2 310 m,. Elle franchit les plateaux de Savièse et Grimisuat puis, après un parcours d'environ 11 km, se jette dans le Rhône à la cote 490 m, après avoir traversé la ville de Sion. Son bassin de réception est de 27,6 km2. Son principal affluent est le Drahin.
L'institut fédéral suisse pratique sur la rive droite des mesures sur les avalanches.

Cours de la Sionne
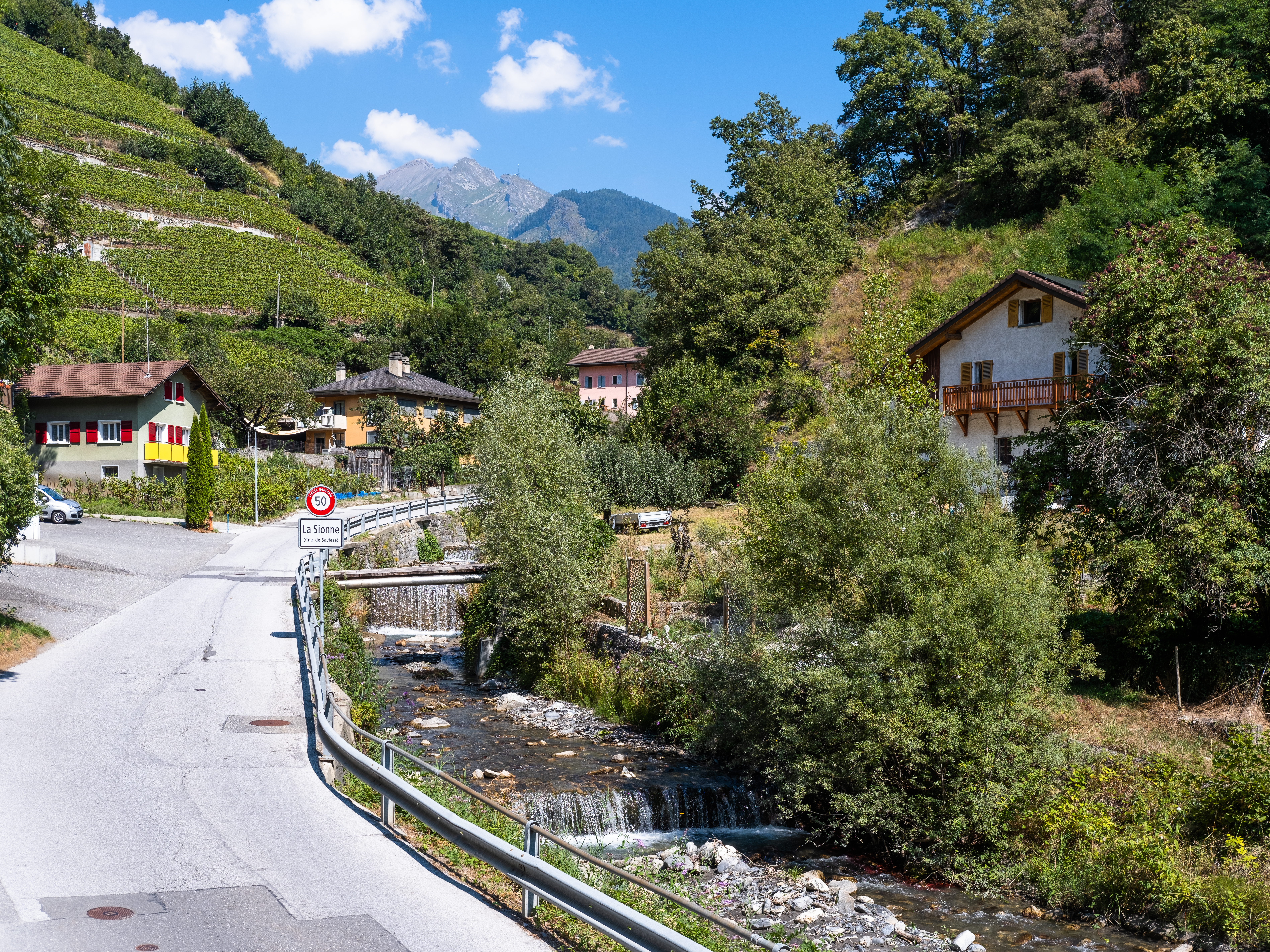
La Sionne dans la localité de La Sionne, à Savièse.
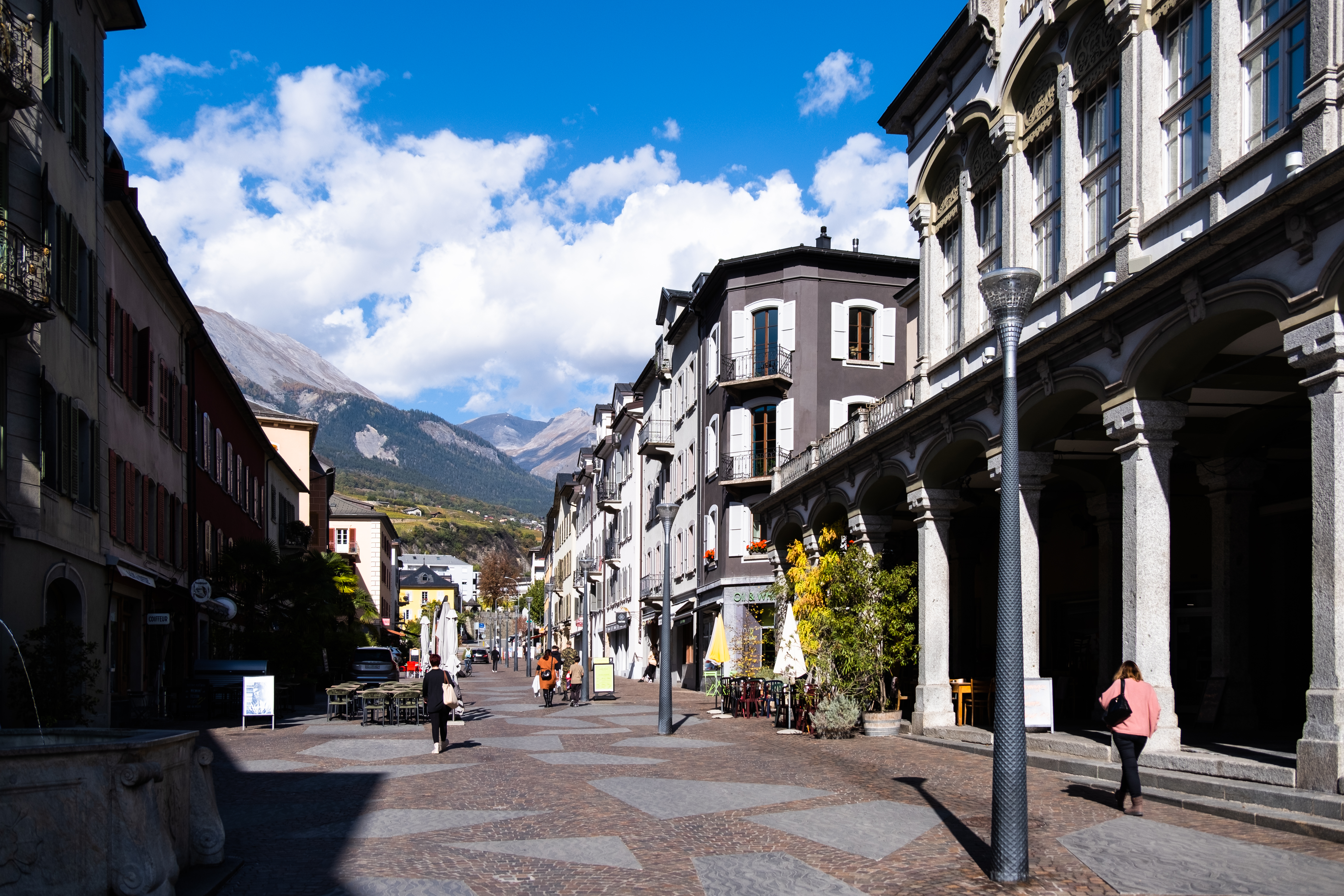
La rue du Grand-Pont à Sion, sous laquelle coule la Sionne.
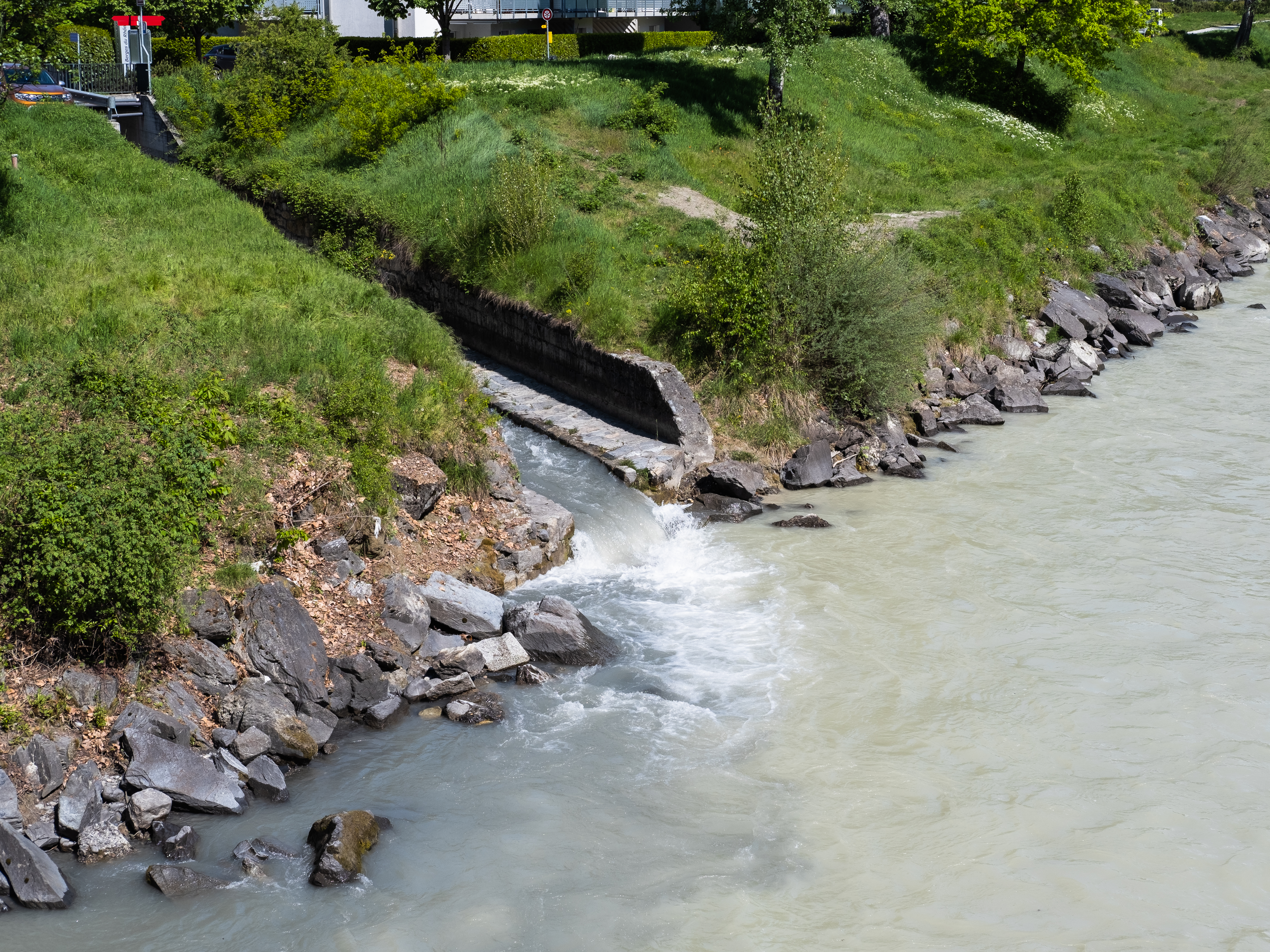
L'embouchure de la Sionne dans le Rhône.

## Caractéristiques
Moyennes mensuelles du débit de la Sionne en 2021
Pour des raisons techniques, il est temporairement impossible d'afficher le graphique qui aurait dû être présenté ici.

## Crues notables
À la suite d'importantes crues, la Sionne a été couverte à travers la ville de Sion sur presque 400 m, en plusieurs phases entre 1657 et la fin 1740, conduisant ainsi à la création de la rue du Grand-Pont. La Sionne a souvent causé des inondations, notamment dans le bas de la capitale valaisanne. Environ deux fois par siècle, un évènement catastrophique est observé, accompagné de sévères dégâts. Les deux dernières importantes inondations se sont produites en novembre 1944 et en juillet 1992. Pour éviter de nouveaux dégâts majeurs, des aménagements ont été effectués en amont de Sion et en ville de Sion à hauteur de la place des tanneries.  Une étude de l'EPFL effectuée avant ces travaux a déterminé qu'une crue centennale pourrait atteindre un débit de 39 m3/s.
Le 6 août 2018, un violent orage provoque le débordement de la rivière avec un débit atteignant 8 m3/s. Le 26 juillet 2019, le scénario de l'année précédente se répète, avec une virulence moindre, le débit maximal mesuré est alors de 6,3 m3/s. Des caves sont tout de même inondées dans la ville de Sion.
Dès septembre 2019, Sion est propriétaire de digues mobiles d'une longueur de 440 m qui pourront être déployées par les pompiers.